# Diane of the Green Van
Diane of the Green Van er en amerikansk stumfilm fra 1919 af Wallace Worsley.

## Medvirkende
- Alma Rubens som Diane Westfall
- Nigel Barrie som Philip Poynter
- Lamar Johnstone som Carl Granberry
- Josephine Crowell som Tante Agatha
- Harry von Meter som Baron Tregar